# 2010年代香港電影作品列表
下方列出2010年代所上映的香港電影作品列表。
- 2010年香港電影作品列表
- 2011年香港電影作品列表
- 2012年香港電影作品列表
- 2013年香港電影作品列表
- 2014年香港電影作品列表
- 2015年香港電影作品列表
- 2016年香港電影作品列表
- 2017年香港電影作品列表
- 2018年香港電影作品列表
- 2019年香港電影作品列表